# 계명아트센터
계명아트센터는 대구광역시 달서구 달구벌대로 1095 (신당동 1000-2), 계명대학교 내에 위치했다.
무대는 1236.37m²(오케스트라 피트 제외), 객석은 3개의 층으로 1층은 1,095석, 2층 387석, 3층 346석, 총 1,954석을 보유하고 있다. 

## 연혁
- 2005년 2월 3일 착공
- 2008년 1월 27일 준공
- 2008년 10월 9일 개관